# American Psycho 2
American Psycho 2 è un film del 2002 diretto da Morgan J. Freeman. È il sequel direct-to-video di American Psycho di Mary Harron, tratto dal romanzo di Bret Easton Ellis.

## Trama
Rachel a dodici anni viene legata ad una sedia da Patrick Bateman con la sua baby-sitter. La baby-sitter viene sbudellata, lei invece riesce a liberarsi, e con un punteruolo per il ghiaccio uccide Bateman. Nessuno riesce tuttavia a collegarla all'omicidio, che resta irrisolto: ciò determina il ritiro dall'FBI di Starkman, poliziotto che era riuscito in passato ad arrestare innumerevoli serial killer ma che non riuscendo a risolvere questo caso decide di darsi all'insegnamento. Molti anni dopo, una volta concluse le scuole superiori, Rachel frequenta all'università proprio il corso di laurea tenuto da Starkman: quando la sua assistente viene assunta dall'FBI, la ragazza è determinata a sostituirla così da ottenere lei stessa quella possibilità. I suoi possibili rivali sono Brian, il figlio di un magnate che può corrompere l'università con i soldi, la sua amica Cassandra (amante del professore) e un altro ragazzo meritevole quanto Rachel.
Dopo aver presentato la domanda di ammissione al ruolo presso la segretaria dell'università, Rachel scopre con orrore che la donna è determinata a impedire alle matricole come lei di ottenere il posto: quella stessa notte, tuttavia, una figura incappucciata si introduce nella casa della donna e la uccide. Il giorno successivo, Rachel riceve un invito a cena da parte di uno dei suoi concorrenti, il ricco Brian, il quale è interessato sia ad allearsi con lei che a portarla a letto. Quando la ragazza scopre che il rivale ha ordito un piano perfetto per ottenere il posto, finge di stare al gioco e di voler consumare un amplesso con lui, tuttavia finisce per ucciderlo proprio come ha fatto con la segretaria la notte prima. Nel frattempo, Rachel continua a frequentare le lezioni e a vivere la vita universitaria come se niente fosse: inizia anche a rendersi conto che qualcosa forse in lei non va, e così decide di sottoporsi a sedute di psichiatria presso il dottor Daniels.
Daniels si rende conto che la persona che ha davanti è disturbata ed avvisa Starkman dell'esistenza di una sua alunna che nutre un'ossessione morbosa e pericolosa per lui: Rachel tuttavia intuisce cosa è successo e inizia a mettere in atto un comportamento vessatorio contro il medico, ma senza ucciderlo. Starkman, convinto che la ragazza in questione sia Cassandra, decide di assicurarle il posto da assistente. 
La ragazza tenta una mossa disperata: prova a sedurre  l'uomo, gli rivela perfino della sua presenza nella casa di Bateman e di come sapesse che la sua babysitter di allora, ultima vittima, fosse anch'ella un'amante di Starkman. L'uomo sconvolto da tutte queste rivelazioni  ubriaco per l'alcol bevuto  finisce per cadere dalla finestra. Rachel decide di impadronirsi del suo cadavere e fingere un rapimento: sulla strada il ritorno a casa uccide anche un poliziotto. Il giorno dopo, i suoi genitori vanno a trovarla, e lei si comporta come se niente fosse: i tre si imbattono anche in Daniels e sua madre. L'uomo, che nel frattempo ha intuito la scomparsa di Starkman dal momento che non riesce a contattarlo, va a denunciarne la scomparsa alla polizia: qui scopre che tempo prima c'era stata anche una denuncia di scomparsa di una certa Rachel, ragazza senza alcun affetto perché orfana e cresciuta da sola.
L'uomo intuisce un'orribile verità: la Rachel che lui ha conosciuto ha preso il posto di questa ragazza, la quale a differenza sua era riuscita ad entrare al college a cui anche lei ambiva. Daniels convince la polizia a inseguire Rachel: la ragazza ha con sé due cadaveri in macchina, quello della vera Rachel e quello di Starkman. Durante l'inseguimento, prova a tendere una trappola agli agenti: la macchina cade da un dirupo e si infiamma, eliminando i cadaveri presenti sull'auto e presumibilmente la stessa assassina. Esplode dunque un caso mediatico, Daniels diventa famoso e scrive un libro sull'accaduto: durante un firmacopie, tuttavia, si rende conto che l'assassina si è solo spacciata per morta e ha sostituito anche l'ultima assistente di Starkman, iniziando così a lavorare all'FBI e diventando un agente rispettato. Rachel tuttavia non vuole ucciderlo: ritiene che se non ci fosse almeno una persona viva a conoscenza del suo operato sarebbe come se niente di tutto ciò fosse stato fatto.

## Produzione
Il film è stato prodotto dalla Lionsgate; in Italia è stato distribuito dalla Cecchi Gori Group. Negli Stati Uniti il film è uscito direttamente per il mercato casalingo. Anche in Italia all'inizio si pensò a un direct-to-video, ma il 25 agosto 2002 il film uscì nelle sale cinematografiche italiane. Nel dicembre del 2002 uscì in DVD.

## Accoglienza
Il film è stato oggetto di recensioni molto negative da parte della critica professionistica. Sull'aggregatore Rotten Tomatoes il film riceve l'11% delle recensioni professionali positive con un voto medio di 3 su 10 basato su 9 critiche.